# Giuseppe Ceva Grimaldi Pisanelli
Giuseppe Ceva Grimaldi Pisanelli, né le 8 septembre 1777 à Naples et mort le 21 mai 1862 à Naples, marquis de Pietracatella et duc des Pesche, est un homme politique, écrivain et archiviste italien. Il a été premier ministre du royaume des Deux-Siciles.

## Biographie
Giuseppe Ceva Grimaldi Pisanelli est le fils de Francesco Maria Ceva Grimaldi Pisanelli et de Maria Spinelli de Cariati, cousine de Gennaro Spinelli qui est devenu premier ministre du royaume un an après la démission de Giuseppe. Il étudie les humanités au « convitto dei nobili (it) » de Naples.
Après la chute de la République parthénopéenne, il est appelé pour faire partie de la commission pour la réorganisation de l'instruction publique du Royaume des Deux-Siciles.
En 1815, après la restauration, il est nommé intendant de l'Abruzze ultérieure par le premier ministre Luigi de' Medici. En mars 1817, il devient intendant de la Basilicate. En octobre de la même année, il est nommé intendant de la  Terre d'Otrante, en remplacement de Domenico Acclavio (it). Cette période en Terre d'Otrante est assez agitée, car l'autorité de l'État est menacée par les luttes avec les sociétés secrètes (carbonarisme et Calderari (it)) et par le brigandage. La gravité des problèmes entraîne l'intervention de l'armée (it) commandée par Richard Church.
Il est ministre de l'Intérieur des Deux-Sicles de 1830 à 1832, puis il devient premier ministre, ou plus exactement président du conseil des ministres, du royaume le 14 janvier 1840 en succédant à Carlo Avarna di Gualtieri. Il conserve cette charge jusqu'au 27 janvier 1848, quand le roi concède la constitution et qu'il est remplacé par le prince d'origine russe Nicola Maresca Donnorso. Il se retire définitivement de l'activité publique, à part sa charge de président de l'académie napolitaine des sciences.

## Décorations
- Chevalier de l'Ordre de Saint-Janvier (Deux-Siciles).
- Chevalier de Grande-Croix de l'Ordre de Saint-Ferdinand et du mérite (Deux-Siciles).
- Chevalier de Grande-Croix de l'Ordre royal de François Ier (Deux-Siciles).
- Chevalier de Grande-Croix de l'Ordre national de la Légion d'honneur (France).
- Grand-Croix de l'Ordre national de la Croix du Sud (Brésil).

## Crédits de traduction
- (it) Cet article est partiellement ou en totalité issu de l’article de Wikipédia en italien intitulé « Giuseppe Ceva Grimaldi Pisanelli di Pietracatella » (voir la liste des auteurs).